# Quatrième circonscription de la préfecture d'Iwate
La quatrième circonscription de la préfecture d'Iwate (岩手県第4区, Iwate-ken dai-yon-ku) est une ancienne circonscription législative de la préfecture d'Iwate au Japon.

## Description géographique
Entre 1994 et 2013, la quatrième circonscription comprenait les villes de Mizusawa (ja), Hanamaki, Esashi (ja) et Kitakami ainsi que les districts de Hienuki (ja), Waga et Isawa.
Entre 2013 et 2017, elle était composée des villes de Hanamaki, Kitakami et Ōshū et des districts de Waga et d'Isawa.

## Députés
| Législature | Début de mandat | Fin de mandat | Député élu   | Parti politique | Parti politique |
| ----------- | --------------- | ------------- | ------------ | --------------- | --------------- |
| 41e         | 1996            | 2000          | Ichirō Ozawa |                 | Shinshintō      |
| 42e         | 2000            | 2003          | Ichirō Ozawa |                 | PL              |
| 43e         | 2003            | 2005          | Ichirō Ozawa |                 | PDJ             |
| 44e         | 2005            | 2009          | Ichirō Ozawa |                 | PDJ             |
| 45e         | 2009            | 2012          | Ichirō Ozawa |                 | PDJ             |
| 46e         | 2012            | 2014          | Ichirō Ozawa |                 | PFJ             |
| 47e         | 2014            | 2017          | Ichirō Ozawa |                 | PVP             |